# Wierzchnie (gmina)
Wierzchnie (pocz. Wierchnia) – dawna gmina wiejska istniejąca do 1929 roku w woj. nowogródzkim/Ziemi Wileńskiej/woj. wileńskim w Polsce (obecnie na Białorusi). Siedzibą gminy były Wierzchnie (191 mieszk. w 1921 roku).
Na samym początku okresu międzywojennego gmina Wierzchnie należała do powiatu dziśnieńskiego w woj. nowogródzkim. 13 kwietnia 1922 roku gmina wraz z całym powiatem dziśnieńskim została przyłączona do Ziemi Wileńskiej, przekształconej 20 stycznia 1926 roku w województwo wileńskie. 1 kwietnia 1929 z gminy wyłączono 19 miejscowości i włączono do gminy Kozłowszczyzna w powiecie postawskim.
Gminę zniesiono 11 kwietnia 1929 roku, a jej obszar włączono do gmin Głębokie, Zalesie i Kozłowszczyzna.

## Demografia
Według Powszechnego Spisu Ludności z 1921 roku gminę zamieszkiwało 5 959 osób, 4 667 było wyznania rzymskokatolickiego, 1 147 prawosławnego, 2 ewangelickiego, 66 staroobrzędowego, 64 mojżeszowego a 13 greckokatolickiego. Jednocześnie 5 328 mieszkańców zadeklarowało polską przynależność narodową, 628 białoruską, 1 litewską, 2 rosyjską. Były tu 1 131 budynków mieszkalnych.